# 国際政治学科
国際政治学科（こくさいせいじがっか）は、大学で国際政治や国際関係論などについて学ぶ学科である。また、国際情勢の現象を経済学などの観点からも解析したりする。

## 概要
政治学科と同様に政治哲学や政治思想についても学ぶが、国際的なテロや貿易摩擦、地域研究、人権問題といった分野に特化している。
国際政治学科を日本で1番最初に置いたのは青山学院大学国際政治経済学部であり、今まで殆ど見られなかった国際政治に関するエキスパートの養成といった点で注目が集まっていた。